# Machaerium papilisetosum
Machaerium papilisetosum är en ärtväxtart som beskrevs av Frederico Carlos Hoehne. Machaerium papilisetosum ingår i släktet Machaerium och familjen ärtväxter. Inga underarter finns listade i Catalogue of Life.